# Kurz – Der Film (2004)
Kurz – Der Film ist eine Kompilation von neun Kurzfilmen der Filmakademie Baden-Württemberg, die 2004 vom Goldfisch Filmverleih in die Kinos gebracht wurde.

## Inhalt
Wir sehen einen Bruder (Tom Schilling), der mit seiner Schwester wie ein Ehepaar zusammenlebt, bis sie einen Mann kennenlernt. Als eine Jugendliche ihren spießigen Eltern ihren neuen Freund (Barnaby Metschurat) vorstellen will, entpuppen sich diese als supercool. Für eine gute Tasse Kaffee gehen ganz unterschiedliche Menschen (u. a. Christel Peters) hohe Risiken ein. In einer turbulenten Mittagspause turnt Roman Knižka auf einer Hochhaus-Baustelle à la Harold Lloyd, ein Drachentöter muss sich der größten Herausforderung seines Lebens stellen, und wir erfahren, dass auch ein Squashball Gefühle hat (mit Dominique Pinon).
Die Filme in alphabetischer Reihenfolge
- Dragon Slayer, Animationsfilm, 2004
- Dufte, Kurzfilm, 2001
- Echte Vögel kotzen nicht, Animationsfilm, 2003
- Herr Blumfisch explodiert, Animationsfilm, 2003
- Hochbetrieb, Kurzfilm/Visual Effects, 2001/2002
- Meine Eltern, Kurzfilm, 2003
- Der Pilot, Kurzfilm/Visual Effects, 2000
- Schlüsselkinder, Kurzfilm, 2002
- Tarzanese, Animationsfilm, 2003